# 大館市立城西小学校
大館市立城西小学校（おおだてしりつ じょうせいしょうがっこう）は、秋田県大館市城西町にある公立小学校。

## 沿革
- 1958年（昭和33年）9月30日 - 市町村合併に伴う学校統廃合により、 古館・片山両小学校を廃止し、中岱88番地に城西小学校を創立[2][3]。
- 1959年（昭和34年）4月 - 城南小学校の一部学区を編入、城南小学校で授業開始[3]。
- 1960年（昭和35年）4月 - 全児童を新校舎に収容し、授業開始[3]。
- 1962年（昭和37年）
  - 5月 - 校歌制定（作詞:竹内瑛二郎・作曲:佐藤長太郎）[3]。
  - 10月 - 校舎落成記念式典挙行[3]。
  - 12月 - PTA校舎改築記念植樹[3]。
- 1966年（昭和41年）10月 - 校旗贈呈[3]。
- 1967年（昭和42年）3月 - 42年会より、国旗掲揚塔が寄贈される[3]。
- 1968年（昭和43年）9月 - 創立10周年記念式典挙行[3]。
- 1969年（昭和44年）10月 - 完全給食開始。同月、プール城西ガーデン完成[3]。
- 1981年（昭和56年）
  - 1月 - 創立20周年記念事業として、ミニスキー場完成[3]。
  - 8月 - 通学路歩行レーン塗装エリア拡大[3]。
- 1983年（昭和58年）5月26日 - 正午頃に発生した日本海中部地震により、校舎に亀裂が入る被害が出た[3]。
- 1986年（昭和61年）11月 - 屋内運動場落成[4][3]。
- 1988年（昭和63年）10月 - 創立30周年記念式典挙行[3]。
- 1989年（平成元年）12月 - 城西小学校校舎改築促進期成同盟会発足[3]。
- 1990年（平成2年）12月 - 校舎改築に関する請願書が市議会で採択[3]。
- 1995年（平成7年）5月 - 城西児童館開所式挙行[3]。
- 1996年（平成8年）9月 - 盛土ミニゲレンデ完成[3]。
- 1998年（平成10年）9月 - 創立40周年記念学習発表会開催[3]。
- 1999年（平成11年）3月 - PTAより創立40周年記念絵画寄贈[3]。
- 2001年（平成13年）1月 - 校舎改築地質調査開始[3]。
- 2002年（平成14年）4月 - 仮校舎で授業開始[3]。
- 2003年（平成15年）
  - 城西児童センターとの学舎融合施設として現校舎が完成。校舎は、ハート色の校舎となった[1][4][3]。
  - 8月（第2学期） - 新校舎で授業開始[3]。
  - 11月 - 校舎改築工事落成式典挙行[3]。
- 2004年（平成16年）7月 - プール工事完成。
- 2007年（平成19年）4月 - 秋田県内の学校としては、初めてコミュニティ・スクールの指定を受ける[2][3]。
- 2008年（平成20年）9月 - 創立50周年記念式典挙行[3]。
- 2011年（平成23年）
  - 5月 - ミニゲレンデ拡大造成[3]。
  - 7月 - グラウンド芝生植栽と通学路歩行レーン塗装実施[3]。
- 2012年（平成24年）
  - 6月 - グラウンド芝生植栽実施[3]。
  - 8月 - 通学路歩行レーン塗装エリア拡大[3]。
- 2013年（平成25年）7月 - グラウンド芝生植栽と通学路歩行レーン塗装実施[3]。
- 2018年（平成30年）10月 - 創立60周年記念フェスティバル開催[3]。

## 教育目標
- チーム城西 ともに光りかがやく ～かなえよう夢 育てようやさしさ～[1]

## 通学区域と進学先中学校
出典：

### 通学区域
- 御坂
- 常盤木町
- 昭和町
- 神明町
- 南神明町
- 東新
- 新地
- 中神明町
- 城西町
- 東町
- 北神明町
- 住吉町
- 小館町
- 泉町
- 小館花
- 根下戸
- 舟場
- 片山（1区〜5区）
- 片山アパート
- 片山町3丁目
- 天神緑町
- 美園町
- 天神町
- 根下戸新町

### 進学先中学校
- 大館市立第一中学校（大館市北神明町）

## アクセス
- 秋北バス「大館鷹巣線」・「大館市内循環バス」で、「上片山」停留所（国道7号線上）下車後、
  - 沼館・清水・鷹巣方面行のりばから、徒歩約660m・約10分。
  - 市立病院・鳳鳴高校・イオン大館店・大館駅前方面行のりばから、徒歩約640m・約10分。

## 周辺
- 大館市城西児童センター - 同一建物内
- ホタルの里
- 根下戸町内会館